# Geopetalum album
Geopetalum album är en svampart som beskrevs av Earle 1906. Geopetalum album ingår i släktet Geopetalum och familjen musslingar.   Inga underarter finns listade i Catalogue of Life.